# Lijst van beelden in Noordoostpolder
Dit is een (onvolledige) chronologische lijst van beelden in Noordoostpolder. Onder een beeld wordt hier verstaan elk driedimensionaal kunstwerk in de openbare ruimte van de Nederlandse gemeente Noordoostpolder, waarbij beeld wordt gebruikt als verzamelbegrip voor sculpturen, standbeelden, installaties, gedenktekens en overige beeldhouwwerken.
Voor een volledig overzicht van de beschikbare afbeeldingen zie: Beelden in Noordoostpolder op Wikimedia Commons.
| Geplaatst    | Omschrijving                                 | Kunstenaar                         | Straat                         | Plaats      | Materiaal                                 | Afbeelding |
| ------------ | -------------------------------------------- | ---------------------------------- | ------------------------------ | ----------- | ----------------------------------------- | ---------- |
| 1890 (circa) | Leeuwen                                      | Bart van Hove                      | Dam                            | Kraggenburg | Franse bergsteen                          |            |
| 1960         | Het paard Pegasus                            | Jan de Baat                        | Prof. ter Veenstraat, college  | Emmeloord   | beton                                     |            |
| 1960         | Ontluikende bloem                            | Jan de Baat                        | Peppellaan                     | Emmeloord   | beton                                     |            |
| 1961         | De Ploeger                                   | Frank Nix                          | Museum Nagele                  | Nagele      | keramiek                                  |            |
| 1962         | Welkom op de Zeebodem                        | Rien Happel                        | Kamperweg/Zwartemeerweg        | Ens         | ijzer                                     |            |
| 1966         | 1942-                                        | Hans Petri                         | De Deel                        | Emmeloord   | beton                                     |            |
| 1972         | Aarde & water                                | Nic Jonk                           | Lange Nering                   | Emmeloord   | brons                                     |            |
| 1975         | Zonder titel                                 | Bart de Wit                        | Het Midden                     | Bant        |                                           |            |
| 1977         | De pionier                                   | Hubert van Lith                    | Breestraat                     | Marknesse   | brons                                     |            |
| 1980         | Golven                                       | Renate Vincken                     | Bosbadhal                      | Emmeloord   | beton en keramiek                         |            |
| 1984         | Balans                                       | Pieter Kooistra                    | Amsterdamweg                   | Emmeloord   | aluminium                                 |            |
| 1994         | Monument Noordoostpolder                     | Koopman & Bolink                   | Ketelbrug                      | Nagele      | baksteen en aluminium                     |            |
| 1995         | Cirkels in het groen (oorlogsmonument)       | Hero Bloem                         | Granpré Molièrelaan            | Emmeloord   | roestvast staal                           |            |
| 1998         | Danseres                                     | Jan de Graaf                       | Harmen Visserplein             | Emmeloord   | brons                                     |            |
| 2003         | Burying the Sea in the Land                  | Eve Ingalls                        | Middelbuurt                    | Schokland   | bodemvondsten                             |            |
| 2003         | Uit de klei getrokken                        | Diet Wiegman                       | Museum Nagele                  | Nagele      | beton                                     |            |
| 2004         | Geen weg terug                               | Kiny Copinga                       | Middelbuurt                    | Schokland   | brons                                     |            |
| 2006         | Muze                                         | Cor Sonke                          | Museum Nagele                  | Nagele      | bielzen, ijzer en glasvezeldoek           |            |
| 2006         | Oerbomen                                     | Evert Jan Trap                     | Banterweg / Lemsterweg rotonde | Bant        |                                           |            |
| 2007         | Monument voor Geallieerde Vliegers           | Esli Tapilatu                      | Oosteinde                      | Marknesse   | hout en brons met een stenen muur         |            |
| 2007         | Vikingschip                                  | Willem Hoogeveen en Cor Sonke      | Ketelmeerweg                   | Nagele      | hout en oude beeldschermen                |            |
| 2007         | Museum van Geertje                           | Willem Hoogeveen                   | Nabij de Zuidermeerdijk        | Nagele      | geraamte van staal, bekleed met aluminium |            |
| 2007         | Trabant in de klei                           | Willem Hoogeveen                   | Ketelmeerweg                   | Nagele      | oude Trabant                              |            |
| 2008         | Zonder titel                                 | Hans Blank                         | Bij lichtwachterswoning        | Schokland   | brons                                     |            |
| 2008         | Terug naar de Zee (multimediale installatie) | Pat van Boeckel                    | Middelbuurt                    | Schokland   | hout, ijzer en video                      |            |
| 2008         | Zonder titel                                 | Hans Blank                         |                                | Emmeloord   | brons                                     |            |
| 2009         | Nationaal Binnenvaart monument               | Ids Willemsma                      | Emmeloord (Schokland)          | Schokland   | Gelakt staal                              |            |
| 2010         | Het Baken                                    | Maarten de Reus                    | Friesepad                      | Emmeloord   | staal                                     |            |
| 2010         | Nieuw heden                                  | René van der Bruggen en Gea Kuiper | Voorsterbos                    | Kraggenburg | hout                                      |            |
| 2010         | Heuvelmeubel                                 | Tim van den Burg en Lisette Spee   | Voorsterbos                    | Kraggenburg | natuurlijke materialen                    |            |
| 2010         | Boothuis                                     | Koopman & Bolink                   | A6 nabij afslag Lemmer         | Rutten      | cortenstaal                               |            |
| 2013         | Pioniersbruid                                | Michel Bongertman                  | Vluchthavenpad                 | Schokland   | steen en metaal                           |            |
| 2011         | Gevelplastiek gemaal Smeenge                 | Niels Blomberg                     | Gemaal Smeenge                 | Kraggenburg |                                           |            |
| 2013         | Surfvogel                                    | Willem Hoogeveen                   | Ketelmeerweg                   | Nagele      | diversen                                  |            |
| 2013         | Natuurtempel                                 | Henk de Lange                      | Nabij de Zuidermeerdijk        | Nagele      | turf                                      |            |
| 2013         | Kroningsdeksel                               | Paul Bausch                        | Harmen Visserplein             | Emmeloord   | gietijzer                                 |            |
| 2014         | Spelende Judith                              | Kees Schrikker                     | Loopbrug de Zuidert            | Emmeloord   |                                           |            |
| 2017         | Zonder titel                                 | Stefan Alberts                     | Het Midden                     | Bant        |                                           |            |